# Burg Losenstein
Die Burg Losenstein ist Ruine einer Höhenburg in Losenstein (Oberösterreich) und erhebt sich über dem Ort auf einem etwa 60 m hohen Dolomitfelsen (Burgfelsen). Sie ist eine der größten und ältesten Burgruinen des Landes Oberösterreich.
Die im 12. Jahrhundert von den Steirischen Ottokaren erbaute Burg besteht aus einer Hochburg und einer etwas tiefer gelegenen Vorburg. Ab 1252 waren die Herren von und zu Losenstein (Losensteiner) Besitzer der Burg.
Die Burgruine bietet einen herrlichen Ausblick auf Losenstein, das Ennstal, die Enns und die Voralpen in Richtung Steiermark. Die Ruine Losenstein ist frei zugänglich.
Die Burg besteht großteils noch aus den Außenmauern, jedoch sind gotische Fensteröffnungen, Schießscharten und große Torbögen noch gut erkennbar. Auch die einzelnen Räumlichkeiten wie Kirche, Wohnbereich, Innenhof und Wirtschaftsräume sind genau definierbar.

## Geschichtliche Einordnung
Die steirischen Otakare errichteten diese Burg um das Jahr 1150 zum Schutze vor in die Steiermark einfallenden Truppen. 1170 wurde die Burg erstmals urkundlich erwähnt und ging 1252 an Dietmar von Steyr, der sie vom böhmischen König Ottokar II. Přemysl im Tausch gegen die Stadt Steyr erhielt. Ab diesem Zeitpunkt nannten sich Dietmar und seine Nachkommen Herren von Losenstein. Sie hatten die Burg bis zu ihrem Aussterben im Jahr 1692 ununterbrochen in Besitz.
Ein Teil der Grabmale für die Herren von Losenstein findet sich im Stift Garsten (Losensteiner Kapelle).
Danach ging die Anlage durch Erbschaft an das Geschlecht derer von Auersperg über, welche die Burg schließlich im Jahr 1905 an das Land Oberösterreich verkauften.

## Bau der Burg

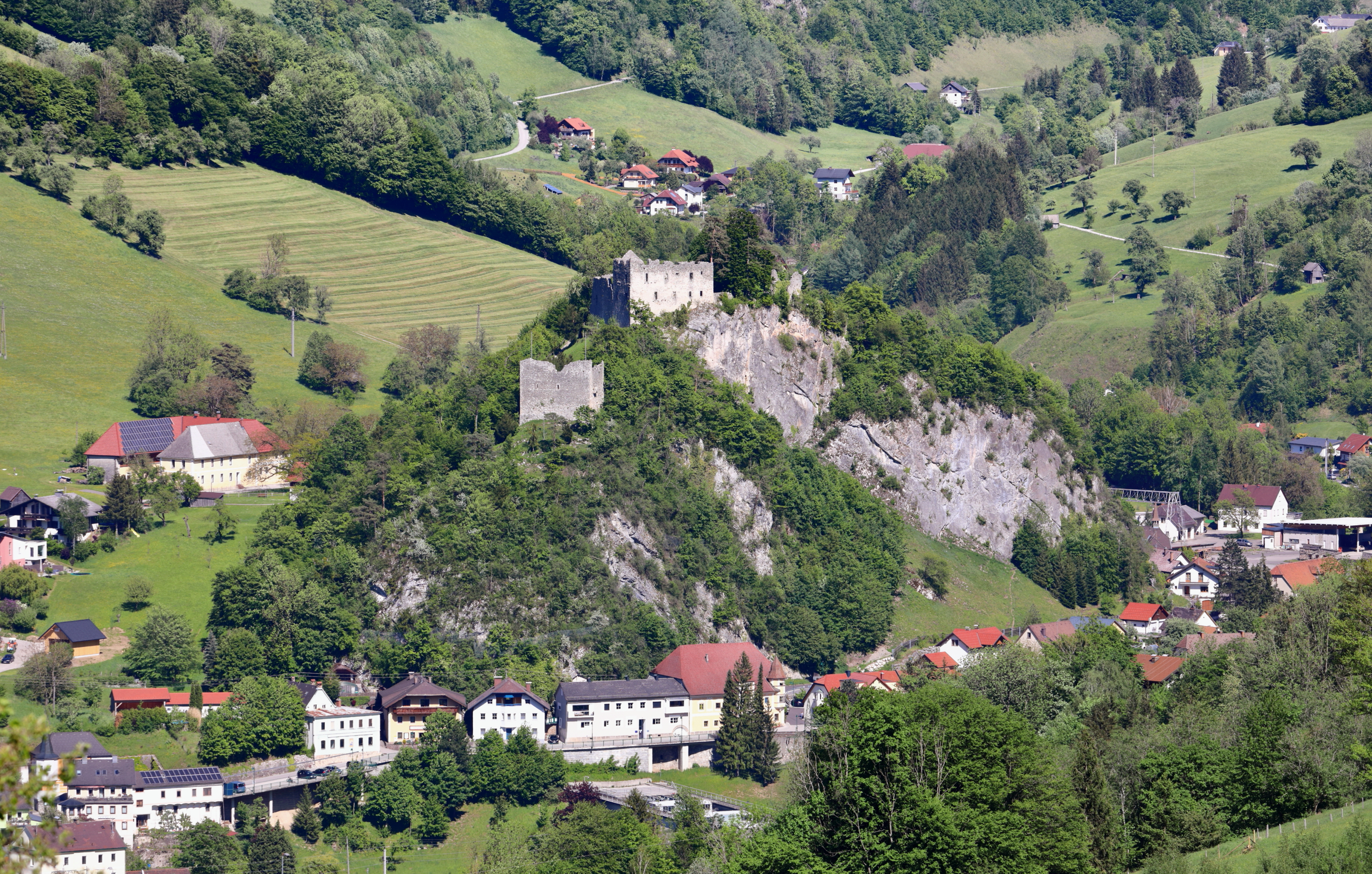
Burgruine Losenstein vom gegenüberliegenden Ufer der Enns

Die Burganlage wurde um 1150 erbaut. Primäres Ziel der Burg war es laut einer Urkunde von 1252, zusammen mit der Burg Klaus im Steyrtal den Zugang ins Innere der Steiermark zu schützen.
Die erhobene Lage über dem Ortskern von Losenstein ermöglicht eine Sicht auf weite Teile der Enns.

## Aufbau der Burg

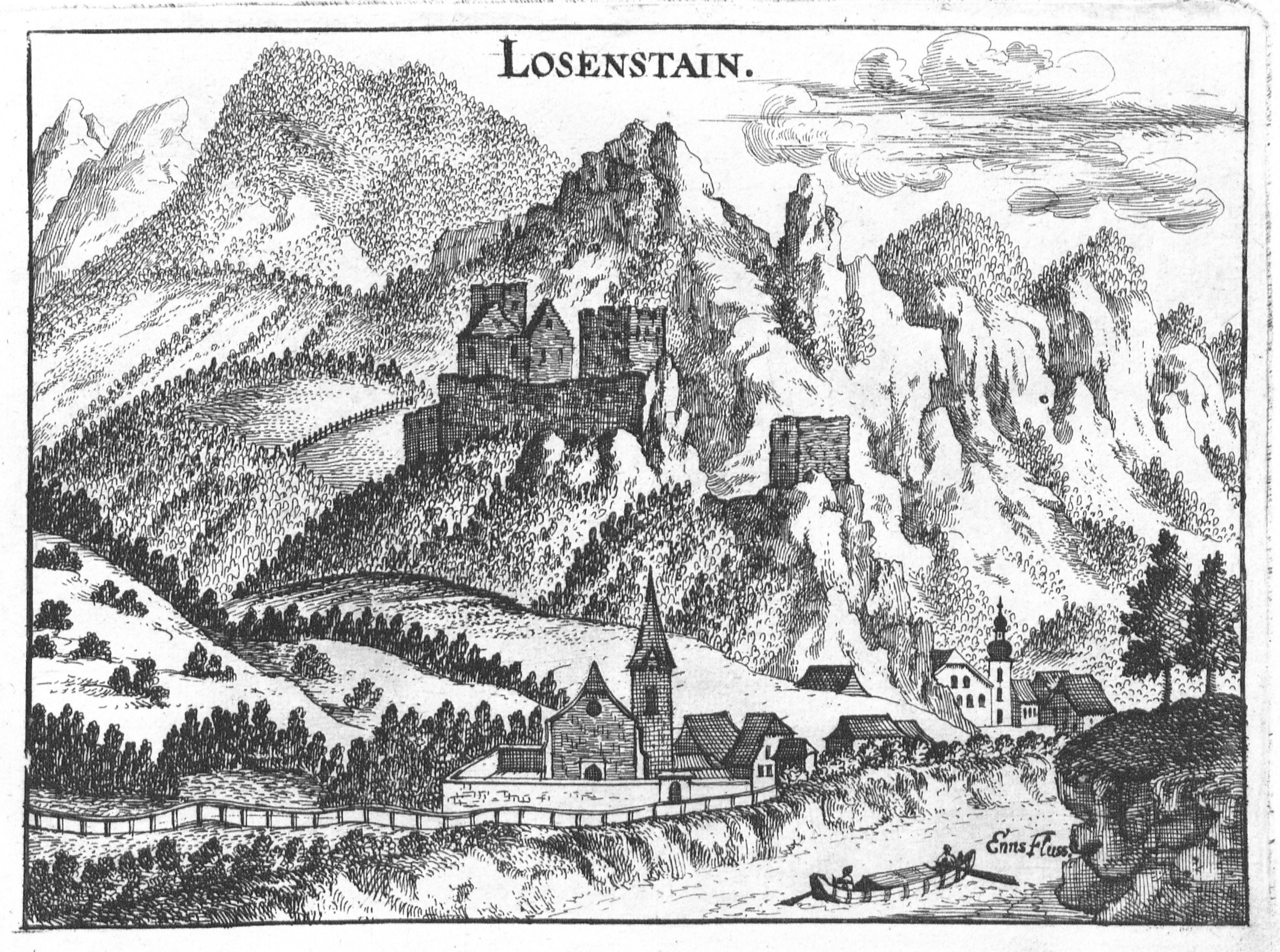
Losenstein um 1674, Stich von G.M.Vischer

Zwei Bauwerke bilden die Burganlage: die Hauptburg (2.200 m²) und westlich davon, in rund 45 m Abstand, eine 400 m² große Vorburg. Der ursprüngliche Weg führte vom Meierhof (heute Gasthof Zur Burgruine) nach links, schräg den Abhang hinauf und in einer Biegung bis zum Haupttor an der Südostseite. Die Hänge waren damals nicht bewaldet wie heute, sondern kahl, um Feinden keinen Unterschlupf zu bieten.
Der Palas ist wahrscheinlich der älteste Teil der Burg. Das Erdgeschoß ist auf Fels gebaut und vom Burghof aus durch ein Tor zugänglich. Bemerkenswert ist das Mauerwerk aus Kalkbruchgestein, das bereits etwa 300 Jahre ohne Dach dem Verfall preisgegeben ist, aber verhältnismäßig gut erhalten ist. Die verschiedenen lockeren Spielarten der späten Romanik (in Bezug auf die Gestaltung der Fensterbögen) lassen das Neue, die Gotik, bereits ahnen. Der hier erkennbare Übergang zwischen den beiden mittelalterlichen Baustilen macht die Losensteiner Burg auch kunstgeschichtlich besonders interessant.
Die Vorburg in Losenstein stammt wahrscheinlich aus der ersten Hälfte des 14. Jahrhunderts und sollte u. a. verhindern, dass sich Belagerer an diesem flacheren Stück festsetzen. Auch bestand mit ziemlicher Sicherheit keine Verbindung zwischen Vor- und Hauptburg. Eine Schlucht soll die beiden Teile getrennt haben, was wiederum eine Seltenheit in der Burgenbaugeschichte wäre.
Der Bergfried war als markantes Merkmal weithin sichtbar. Auf einer Leiter musste man fünf bis sechs Meter von der Westseite zum Eingang emporsteigen. Die heutige Türöffnung wurde nachträglich eingebaut. Der untere Teil diente auch als Burgverlies, daher auch der umgangssprachliche Name Hungerturm.

## Gegenwärtige Verwendung
Die Burgruine Losenstein war zu verschiedenen Anlässen ein Austragungsort von Theaterstücken (z. B. der Burgspielgruppe Losenstein). Es ist ein beliebter Ort für Führungen von Schulklassen und Geschichtsinteressierte und beheimatet neuerdings das Klettergebiet Burgfelsen.
Die Bewahrung der historischen Gebäude sowie die Aufrechterhaltung der Möglichkeit für verschiedene Freizeitaktivitäten auf diesem einmaligen Kulturdenkmal hat höchste Priorität. Eine kindergerechte Beschilderung erlaubt es Interessierten aus nah und fern die historische und kulturelle Bedeutung der Burgruine Losenstein zu erfahren.